# シンドラーズ・リスト 1200人のユダヤ人を救ったドイツ人
『シンドラーズ・リスト 1200人のユダヤ人を救ったドイツ人』（シンドラーズ・リスト 1200にんのユダヤじんをすくったドイツじん、原題: Schindler's Ark, 英国・米国題: Schindler's List）は、オーストラリアの小説家のトマス・キニーリーが1982年に発表した歴史フィクションである。本書は1982年のブッカー賞を獲得し、また1983年のロサンゼルス・タイムズ図書賞のフィクション部門も受賞した。
本書は、ホロコーストから1200人のユダヤ人の命を救い、思いがけない英雄となったナチ党員のオスカー・シンドラーの物語である。これは実際の人物や出来事に基づいており、正確な詳細が不明な事象については、作者が架空の会話や場面を追加して補っている。キニーリーは本書の前後にも多くの好評を博した小説を発表しているが、1993年にスティーヴン・スピルバーグ監督による映画化『シンドラーのリスト』が大成功を収めたことにより、この作品は彼の最も有名で称賛された一作となった。
2022年、本書はリザベス2世即位50周年を記念して選ばれた、イギリス連邦の作家による70冊の本で構成される「ビッグ・ジュビリー・リード」の一覧に含まれた。

## 背景
ホロコースト生存者でシンドラーユーデンのポルデク・ペファーベルクは、キニーリーが本書を執筆するきかっけを与えた。戦後にペファーベルクは、仕事を通して知り合った脚本家や映画製作者たちに、シンドラーとポーランド系ユダヤ人をナチスから救うその努力を題材とした映画の製作を何度も持ちかけ、アメリカのテレビ向けにシンドラーへのインタビューも何度か企画した。
キニーリーのペファーベルクとの出会いや、シンドラーの知人に対する調査とインタビューについては、2007年の著書『Searching for Schindler: A Memoir』に詳述されている。1980年10月、キニーリーはビバリーヒルズにあるペファーベルクが経営する鞄店を訪れ、そこでブリーフケースの値段を尋ねた。キニーリーが小説家であることを知ったペファーベルクは、奥の部屋にある2つのキャビネットに保管されていたシンドラーに関する膨大なファイルをキニーリーに見せた。50分におよぶ懇願の末、ペファーベルクはキニーリーの本の執筆の説得に成功した。ペファーベルクはアドバイザーとなり、キニーリーと共にポーランドに飛び、クラクフやその他のシンドラーの物語のゆかりの地を訪れた。キニーリーは本書をペファーベルクに捧げ、「この本を書くことを熱心にすすめてくれた」と記している。
1982年に本書が出版された後、ペファーベルクはスティーヴン・スピルバーグの母親との知人を通じ、彼に映画化するように働きかけた。
2009年、当初は失われたと思われていたオリジナルのシンドラーのリストのカーボンコピーが、オーストラリアのシドニーの図書館で発見された。

## プロット
この小説は、自力で成功した実業家で快楽主義者のオスカー・シンドラーが、ナチスによる殺戮からポーランドのユダヤ人を救う物語である。多数の目撃証言に基づいたキニーリーによる物語は、アドルフ・ヒトラーがヨーロッパからのユダヤ人一掃を試みていた時代を舞台とする。シンドラーは酒と女を好み、そして当初は金儲け主義者という、欠点ある英雄として描かれている。戦後、シンドラーはエルサレムのヤド・ヴァシェムホロコースト博物館で諸国民の中の正義の人として記念されたが、従来のような高潔な人物とはみなされなかった。これはシンドラーだけにとどまらず、クラクフ・ゲットーと郊外の強制労働収容所であるプワシュフ、そしてその所長のアーモン・ゲートの物語でもある。
シンドラーの妻のエミーリエ・シンドラーは、後にドイツのテレビのインタビューで、彼は戦前も戦後も目立ったことは何もしておらず、「彼はそれゆえに、1939年から1945年までの短い激動の時代に、その深い才能を呼び覚ましてくれる人々に出会えたことは幸運だった」と語った。戦後、彼は事業に失敗して妻とも別れ、フランクフルトの小さなアパートで細々と暮らした。やがて彼はユダヤ人の友人に支えられながら、1年のうちにイスラエルとフランクフルトを行き来するようになったが、フランクフルトでの彼は町中で「民族」の裏切者であると罵声を浴びせられることが多々あった。戦後29年間の後、彼は1974年に亡くなった。彼の遺体はその希望通り、旧友のペファーベルクの協力を得てエルサレムに埋葬された。

## 日本語版
- トマス・キニーリー 著、幾野宏 訳『シンドラーズ・リスト 1200人のユダヤ人を救ったドイツ人』新潮社、1989年1月。ISBN 978-4102277010。